# Branford (Florida)
Branford es un pueblo ubicado en el condado de Suwannee en el estado estadounidense de Florida. En el Censo de 2010 tenía una población de 712 habitantes y una densidad poblacional de 274,9 personas por km².

## Geografía
Branford se encuentra ubicado en las coordenadas 29°57′44″N 82°55′32″O / 29.96222, -82.92556. Según la Oficina del Censo de los Estados Unidos, Branford tiene una superficie total de 2.59 km², de la cual 2.59 km² corresponden a tierra firme y (0%) 0 km² es agua.

## Demografía
Según el censo de 2010, había 712 personas residiendo en Branford. La densidad de población era de 274,9 hab./km². De los 712 habitantes, Branford estaba compuesto por el 80.2% blancos, el 6.88% eran afroamericanos, el 0.84% eran amerindios, el 1.69% eran asiáticos, el 0.7% eran isleños del Pacífico, el 6.32% eran de otras razas y el 3.37% pertenecían a dos o más razas. Del total de la población el 13.2% eran hispanos o latinos de cualquier raza.